# Rauf Əliyev
Rauf Sehraman oğlu Əliyev (Varanda, 12 febbraio 1989) è un ex calciatore azero, di ruolo attaccante.

## Carriera

### Club
Nel 2006 debutta con il Qarabağ, squadra del campionato azero.

### Nazionale
Conta varie presenze con la Nazionale azera.

## Palmarès

### Club
- Coppa d'Azerbaigian: 2

Qarabağ: 2008-2009
Qəbələ: 2018-2019

### Individuale
- Calciatore azero dell'anno: 1

2011
- Capocannoniere della Premyer Liqası: 1

2016-2017 (11 gol, a pari merito con Filip Ozobić)